# Théâtre Mouffetard
Le théâtre Mouffetard, situé au 73 rue Mouffetard dans le 5e arrondissement de Paris, était un théâtre municipal subventionné par la Ville de Paris. Depuis novembre 2013, il héberge le théâtre de la marionnette à Paris, devenant ainsi la première salle à être consacrée exclusivement à cette discipline, dans la capitale française. Il se nomme désormais Le Mouffetard - Théâtre des arts de la marionnette. 
Dirigé par Isabelle Bertola, le Mouffetard-Théâtre des arts de la marionnette a pour enjeu de défendre et promouvoir « les formes contemporaines de théâtre de marionnette » auprès du plus large public possible. Il pense et porte ce théâtre comme un art exigeant, tout à la fois singulier et éclectique du point de vue des techniques : ombres, objets, images, marionnettes à gaine, à fil, anthropomorphes ou formes abstraites, symboliques... Il soutient également l’idée que « cette discipline concerne tant les adultes que les plus jeunes. »

## De la Maison pour tous au théâtre Mouffetard
- 1906-1919 : naissance de l'Université populaire au 76 rue Mouffetard (emplacement de l'actuelle bibliothèque Mouffetard).
- 1919 : naissance de la Maison pour tous (même endroit). Lieu de quartier, son champ d'action est l'éducation populaire et culturelle.
- 1930 : la Maison pour tous est reconnue d'utilité publique.
- 1950-1978 : la salle polyvalente Mouffetard prend le nom de « Théâtre Mouffetard » sous la direction de Georges Bilbille.
- 1980 : ouverture du Nouveau Théâtre Mouffetard au 73 rue Mouffetard (emplacement actuel du théâtre) ; il est inauguré en 1984.
  - 1983-1992 : direction Anny Murvil
  - 1992-1997 : direction Jean-José Grammond
  - 1997-2003 : direction Armand Blondeau
- 2003-2012 : avec l'arrivée de Pierre Santini à sa direction, le Nouveau Théâtre Mouffetard redevient le Théâtre Mouffetard ».
- Novembre 2013 : en partie remis à neuf, il accueille le Théâtre de la marionnette à Paris et devient Le Mouffetard - Théâtre des arts de la marionnettes[2].

## Principales représentations
- 1948 : Le Cirque aux illusions de René Aubert, mise en scène Jan Doat, 16 novembre
- 1949 : La Dame d’Avignon de Jean-Charles Pichon, mise en scène France Guy
- 1949 : Le Petit Prince d'Antoine de Saint-Exupéry, mise en scène Jan Doat  et Adrien (décors et marionnettes)
- 1951 : Le Héros sans armure de Jean-Charles Pichon, mise en scène France Guy
- 1963 : La Ménagerie de verre de Tennessee Williams, mise en scène Philippe Rouleau, 15 février
- 1965 : Les Petits Bourgeois de Maxime Gorki, mise en scène Ariane Mnouchkine
- 1970 : Ubu roi d'Alfred Jarry, mise en scène Guénolé Azerthiope
- 1971 : Votez Untel de Carragial, mise en scène Claude Cortesi[réf. nécessaire]
- 1972 : Jésus-Fric supercrack d'Alain Scoff, mise en scène de l'auteur, 28 mai
- 1972 : Contes camiques d'après Pierre Henri Cami, mise en scène Raymond Paquet, 19 décembre
- 1973 : J'ai confiance en la justice de mon pays d'Alain Scoff, mise en scène de l'auteur, 20 octobre
- 1974 : Et l'usure fait le reste de Jean Hugues, 8 janvier
- 1975 : Candide de Voltaire, mise en scène Jean Menaud, 9 décembre
- 1976 : Grand-peur et misère du IIIe Reich de Bertolt Brecht, mise en scène Jean-Claude Fall, 20 janvier
- 1977 : Les Précieuses ridicules de Molière, mise en scène Jacques Baillon, 29 novembre
- 1978 : Punk Rats Seuls les rats survivront de Jacky Pop, mise en scène Daniel Jegou, 17 avril
- 1984 : L'Île de Tulipatan de Jacques Offenbach, mise en scène Maurice Jacquemont
- 1986 : L'Amour-Goût de Crébillon fils, mise en scène Éric-Gaston Lorvoire
- 1986 : Le mal court de Jacques Audiberti, mise en scène Georges Vitaly, 23 septembre
- 1986 : L'Idiot d'après Fiodor Dostoïevski, mise en scène Jacques Mauclair, 6 novembre
- 1987 : Hello and Good bye d'après Athol Fugard, mise en scène John Berry, 23 septembre
- 1988 : Fra Sylvère ou Le Péché d'angélisme de Tristan Sévère et Muse Dalbray, mise en scène Mario Franceschi, 13 janvier
- 1988 : Le Prince de Hombourg de Heinrich von Kleist, mise en scène Jacques Mauclair, 7 novembre
- 1989 : Théodore le grondeur de Carlo Goldoni, mise en scène de Didier Perrier, Compagnie Derniers Détails, 6 janvier
- 1991 : L'Étourdi de Molière, mise en scène Françoise Seigner, 17 avril
- 1991 : L'art de la comédie de Eduardo De Filippo, mise en scène de Didier Perrier, Compagnie Derniers Détails, 9 janvier.
- 1992 : Les Enfants du silence de Mark Medoff, mise en scène Jean Dalric et Levent Beskardes
- 1993 : Retournements de Vladimir Volkoff, mise en scène de Maurice Chevit, avec Marie-Pierre de Gérando dans le rôle principal
- 1993 : La Maîtresse de Jules Renard, mise en scène Alain Paris
- 1994 : La Présentation d'Emmanuel Rongiéras d'Usseau, mise en scène Alain Rosset, 17 novembre
- 1994 : Andromaque de Racine, mise en scène Christophe Lidon
- 1995 : Le Baiser de la veuve d'Israël Horovitz, mise en scène Xavier Lemaire, 2 mai
- 1995 : Le Grand Écart d'après Jean Cocteau, mise en scène Martine de Breteuil, 11 mai
- 1995 : Casanova ou Les Fantômes de la passion de Michel Beretti, mise en scène Jacques Seiler, 7 septembre
- 1998 : Yalta ou Le Partage du monde de Vladimir Volkoff, mise en scène de l'auteur, 20 janvier
- 1998 : Baby Doll de Tennessee Williams, mise en scène Henri Lazarini, 15 septembre
- 1999 : L'Œuf de Félicien Marceau, mise en scène Christophe Lidon, 4 mai
- 2000 : Phèdre 2000 d'Yves Guéna, mise en scène Philippe Rondest, 18 janvier
- 2000 : La Maison Tellier d'après Guy de Maupassant, mise en scène Jean-Pierre Hané
- 2000 : Chat en poche de Georges Feydeau, mise en scène Jean-Laurent Cochet
- 2001 : Lorenzaccio d'après Alfred de Musset et George Sand, mise en scène Henri Lazarini
- 2002 : Le Tribunal des animaux de Paule Noëlle, mise en scène Alberto Colombaioni
- 2002 : Toi et moi de Paul Geraldy, mise en scène Jean-Laurent Cochet
- 2002 : Doit-on le dire ? d'Eugène Labiche, mise en scène Jean-Laurent Cochet, 18 septembre
- 2003 : Où est-il l'été ? de Boby Lapointe, mise en scène Jean-Louis Martin-Barbaz, 30 janvier
- 2004 : Mariage (en) blanc de Roberto Cavosi, mise en scène Pierre Santini, 20 janvier
- 2004 : Angelo, tyran de Padoue de Victor Hugo, mise en scène Philippe Person,
- 2004 : Kvetch de Steven Berkoff, mise en scène Laurent Serrano, 16 mars
- 2005 : Laisse-moi te dire une chose de Rémi de Vos, mise en scène Stéphane Fiévet, 2 mars
- 2005 : La Confession d'Abraham de Mohamed Kacimi, mise en scène Michel Cochet, 25 mai
- 2005 : Le Baiser sur l'asphalte de Nelson Rodrigues, mise en scène Thomas Quillardet, 14 septembre
- 2005 : La main passe de Georges Feydeau, mise en scène Mitch Hooper, 16 novembre
- 2006 : Rodin tout le temps que dure le jour de Françoise Cadol, mise en scène Christophe Luthringer
- 2006 : Le Molière imaginaire de Jean-Michel Bériat et Yvan Varco, mise en scène Giovanni Pampiglione
- 2006 : Ruy Blas de Victor Hugo, mise en scène William Mesguich
- 2007 : La Femme Coquelicot d'après Noëlle Châtelet, mise en scène Yann le Gouic, 25 janvier
- 2007 : L'Idiot d'après Fiodor Dostoïevski, mise en scène Antoine Bourseiller, 12 septembre
- 2007 : Petit songe d'une nuit d'été de Stéphanie Tesson d'après William Shakespeare, mise en scène Antoine Chalard, 3 octobre
- 2007 : L'Éducation de Rita de Willy Russell, mise en scène Christophe Lidon, 22 novembre
- 2008 : Le Jeu de l'amour et du hasard de Marivaux, mise en scène Xavier Lemaire, 10 janvier
- 2008 : Quelqu'un pour veiller sur moi de Frank McGuinness, mise en scène Sophie Lorotte, 13 mars
- 2008 : Le Plus Heureux des trois d'Eugène Labiche, mise en scène David Friszman, 14 mai
- 2008 : Scènes de la vie conjugale d'Ingmar Bergman, mise en scène Michel Kacenelenbogen, 17 septembre
- 2008 : La Belle et la Bête de Jeanne-Marie Leprince de Beaumont, mise en scène William Mesguich, 1er septembre
- 2008 : Arbatz de A à Z
- 2008 : Orphée et Eurydice de Christoph Willibald Gluck, Livret Ranieri de Calzabigi et Pierre-Louis Moline, mise en scène Alexandra Lacroix, 12 novembre
- 2008 : Je vous entends penser d'Élisabeth Amato, mise en scène Alain Sachs, 3 décembre
- 2009 : Le Misanthrope de Molière, mise en scène Enrico di Giovanni, 8 janvier
- 2009 : Hachachi-le-menteur d'après Henri Gougaud, mise en scène Alexis Jebeile et Christel Zubillaga, 28 janvier
- 2009 : Mozartement vôtre d'Éric Westphal, mise en scène Michèle Seeberger, 25 février
- 2009 : L'Exil d'Henry de Montherlant, mise en scène Idriss, 12 mars
- 2009 : À la vie de Jean-Louis Milesi, mise en scène Pierre-Loup Rajot, 13 mai
- 2009 : Pierre Santini chante Paolo Conte, 9 septembre
- 2009 : Dom Juan d'après Molière, adaptation et mise en scène Cyril le Grix, 24 septembre
- 2009 : Femme de Tchekhov de Catherine Aymerie d'après Anton Tchekhov, mise en scène Paula Brunet-Sancho, 1er octobre
- 2009 : Les Noces de Rosita d'après Federico García Lorca, mise en scène Antoine Chalard, 10 octobre
- 2009 : Rêves, mise en scène Igor Mendjisky, 26 novembre
- 2009 : Je vous entends penser d'Élisabeth Amato, mise en scène Alain Sachs, 3 décembre
- 2010 : Gouttes dans l'océan de Rainer Werner Fassbinder, mise en scène Matthieu Cruciani, 20 janvier
- 2010 : La Leçon d'Eugène Ionesco, mise en scène Samuel Sené, 3 février
- 2010 : Jérémy Fisher de Mohamed Rouabhi, mise en scène Émilie Capliez, 3 février
- 2010 : La Confusion des sentiments de Stefan Zweig, mise en scène Michel Kacenelenbogen, 17 mars
- 2010 : L'Italienne à Alger de Gioachino Rossini, mise en scène Sergueï Safronov, 19 mai
- 2010 : Le Balcon de Jean Genet, mise en scène Sylvie Habault et Guy Faucon, 9 septembre
- 2010 : Derniers Remords avant l'oubli de Jean-Luc Lagarce, mise en scène Julie Deliquet, 19 juin
- 2010 : Opening Night d'après John Cromwell, mise en scène Jean-Paul Bazziconi, 6 octobre
- 2010 : Métamorphoses, mise en scène Gerold Schumann, 13 octobre
- 2010 : Didon et Énée de Henry Purcell, livret Nahum Tate, mise en scène Alexandra Lacroix, 10 novembre
- 2010 : Plus qu'hier et moins que demain d'après Georges Courteline, Ingmar Bergman, Alberto Moravia, Woody Allen, mise en scène Pierre Maillet et Matthieu Cruciani, 25 novembre
- 2010 : Moi, Caravage de Cesare Capitani d'après La Course à l'abîme de Dominique Fernandez, 14 décembre
- 2011 : Hamlet d'après William Shakespeare, adaptation et mise en scène Igor Mendjisky, 20 janvier
- 2011 : Sortilèges et Carafons, fantaisie lyrique à l'usage des enfants d'après Maurice Carême, Colette, Robert Desnos, Nino, Francis Lemarque, musique Jacques Offenbach, Maurice Ravel, Francis Poulenc, Leonard Bernstein, Gioachino Rossini, Franz Schubert, mise en scène Stephan Grögler, 26 janvier
- 2011 : Le Préjugé vaincu de Marivaux, mise en scène Jean-Luc Revol, 24 mars
- 2011 : Sur les traces de Marco Polo d'Anne-Sylvie Meyza, Romain Pompidou, Giovanni Vitello, d'après Le Livre des merveilles de Marco Polo, mise en scène Anne-Sylvie Meyza, 10 mai
- 2011 : L'Échange de Paul Claudel, mise en scène Xavier Lemaire, 19 mai
- 2011 : Allez Calais! de Osvaldo Guerrieri, mise en scène Emanuela Giordano, 7 septembre
- 2011 : Les chagrins blancs de Stéphanie Colonna, Alexandra Galibert, Barbara Grau, Caroline Sahuquet, mise en scène Justine Heynemann, 22 septembre
- 2011 : Quichotte spectacle jeune public d'après Cervantès, mise en scène Isabelle Starkier, 8 octobre
- 2011 : Le Horla de Guy de Maupassant, mise en scène Jérémie Le Louët, 17 novembre
- 2011 : Le Jeu de l'amour et du hasard de Marivaux, mise en scène Xavier Lemaire, 16 novembre
- 2012 : Phèdre de Racine, mise en scène Ophélia Teillaud et Marc Zammit, 12 janvier
- 2012 : Les Malheurs de Sophie spectacle jeune public d'après La Comtesse de Ségur, adaptation Danielle Barthélémy et Catherine Maarek, mise en scène Rebecca Stella, 1er février
- 2012 : Le Monde de la Lune Opéra de Joseph Haydn et Carlo Goldoni, mise en scène Alexandra Lacroix, 7 mars
- 2012 : Building de Léonore Confino, mise en scène Catherine Schaub, 9 mai
- 2013 : Hôtel de Rive, d’après des texts d’Aberto Giacometti, mise en scène Franck Soehnle, novembre 2013
- 2013 : Ubu d’Alfrd Jarry, mise en scène Babette Masson et Guilherm Pellegrin, Collectif Label Brut, novembre 2013
- 2013 : L’enfer de Marion Aubert, mise en scène Laurent Fraunié, collectif Label Brut, novembre 2013
- 2013 : Les aveugles de Maurice Maeterlinck, mise en scène Bérangère Vantusso, compagnie trois-six-trente, novembre 2013
- 2013 : Personne(s), installation de Bérangère Vantusso et Marguerite Bordat, compagnie trois-six-trente, décembre 2013
- 2013 : La nuit du visiteur d’après l’album de Benoit Jacques, mise en scène Juliette Moreau, Compagnie Atipik, décembre 2013
- 2013 : Je sais plein de choses d’après l’œuvre de Ann et Paul Rand, mise en scène Elisabeth Algisi et Juliette Moreau, Compagnie Atipik, décembre 2013
- 2014 : Babel France, de Philippe Dorin, mise en scène Ismaël Safwan, compagnie Flash Marionnettes, janvier 2014
- 2014 : 4M4A, de Philippe Dorin, Thor Hungwald, Lise Martin, Karrin Serres, mise en scène Ismaël Safwan, compagnie Flash Marionnettes, février 2014
- 2014 : Blue Jeans de Yeung Faï, spectacle présenté au Monfort Théâtre,février 2014
- 2014 : Appartement témoin, installation de Michel Laubu et Emilie Hufnagel, Turak Théâtre, février 2014
- 2014 : Sur les traces du ITFO, de Michel Laubu et Emilie Hufnagel, Turak Théâtre, spectacle présenté au Théâtre Gérard Philipe de St-Denis, mars 2014
- 2014 : [hullu] créé par le Blick Théâtre, spectacle présenté au Théâtre du fil de l’eau à Pantin, mars 2014
- 2014 : Les fourberies de Scapin, un Scapin manipulateur d’après Molière, mise en scène Jean Sclavis, cie Emilie Valantin, mars 2014
- 2014 : Faust et usages de Faust, mise en scène Jean Sclavis et Emilie Valantin, cie Emilie Valantin, mars 2014
- 2014 : Les saisons de Max Legoubé, cie Sans soucis, mai 2014
- 2014 : Festival des Scènes ouvertes à l’insolite, mai 2014
- 2014 : J’oublie tout de Jean-Pierre Larroche, les ateliers du spectacle, spectacle présenté au Carreau du temple, octobre 2014
- 2014 : Sinon je te mange d’Ilka Schönbein, octobre 2014
- 2014 : Grete L. et son K de Claus, Knecht et Grossman, spectacle présenté au Goethe Institut, octobre 2014
- 2014 : Krabat du Figuren Theatre Wilde & Vogel, novembre 2014
- 2014 : Manto, conception et mise en scène Uta Gebert, Numen company, novembre 2014
- 2014 : Couac d’Angélique Friant, mise en scène David Girondin Moab, cie Succursale 101
- 2015 : Cendres d’après le roman de Gaute Heivoll, mise en scène Yngvild Aspeli, cie Plexus polaire, spectacle présenté au Théâtre du fil de l’eau à Pantin, janvier 2015
- 2015 : Sous ma peau, sfu.ma.to,  d’Alice Laloy, cie S’appelle reviens, février 2015
- 2015 : Ressacs d’Agnès Limbos et de Gregory Houben, compagnie Gare centrale, mars 2015
- 2015 : Dogugaeshi de Basil Twist, mai 2015
- 2015 : 8e Biennale internationale des arts de la marionnette présentée à la Maison des métallos et à Pantin.
- 2015 : Fastoche, mise en scène Pierre Tual, septembre 2015
- 2015 : Teahouse, mise en scène Yeung Faï, novembre 2015
- 2015 : Abrakadubra, mise en scène Damien Bouvet, compagnie Voix-Off, décembre 2015
- 2015 : La Vie de Smisse, mise en scène Damien Bouvet, compagnie Voix-Off, décembre 2015
- 2016 : Lady Macbeth, la Reine d'Ecosse, mise en scène Colette Garrigan, compagnie Akselere, janvier 2016
- 2016 : La Ligne Â, mise en scène Roland Shön , compagnie Théâtrenciel, février 2016
- 2016 : Les Trésors de Dibouji, mise en scène Roland Shön, compagnie Théâtrenciel, février 2016
- 2016 : Heureuses lueurs, conception Flop, mars 2016
- 2016 : Hans Christian, you must be an angel, compagnie Gruppe 38, mars 2016
- 2016 : Ravie, mise en scène Luc Laporte, compagnie Contre ciel, avril 2016
- 2025 : L'ombre des Choses, Tangram Kollektiv, mars 2025